# Shinn Asuka
Shinn Asuka (シン・アスカ) é um personagem fictício e protagonista da série Mobile Suit Gundam SEED Destiny, que foi produzido pela Sunrise como parte da franquia Gundam. Na série, Shinn é um membro da organização militar ZAFT composta por humanos geneticamente avançados conhecidos como Coordinators. Shinn juntou-se a ZAFT depois que sua família foi morta durante a guerra anterior entre ZAFT e a Aliança da Terra, e tem um grande ódio contra seu país de origem Orb por não protegê-los. Em toda a série, Shinn começa a questionar seus motivos para lutar pela ZAFT. Ele é expressado na série japonesa por Kenichi Suzumura e Matthew Erickson na dublagem inglesa.
Shinn também foi destaque nos filmes e adaptações de mangás, retomando seu papel do Gundam SEED Destiny. Ele também é apresentado em vários jogos da franquia, bem como títulos crossover. Shinn foi desenvolvido como o oposto de Kira Yamato, o protagonista da série anterior Mobile Suit Gundam SEED, com o diretor Mitsuo Fukuda afirmando que, no entanto, ambos iriam ter desenvolvimentos similares. O personagem de Shinn foi bem recebido pelos fãs de anime, aparecendo nas pesquisas do Anime Grand Prix e da Sunrise, sendo classificado como um dos personagens de anime mais populares. Por outro lado, a recepção crítica para Shinn foi mista devido à sua personalidade antagônica, bem como às suas ações durante a segunda parte da série.

## Criação e concepção
Durante os episódios iniciais de Mobile Suit Gundam SEED Destiny, o diretor Mitsuo Fukuda não queria falar muito sobre o personagem de Shinn. No entanto, ele o definiu como o oposto de Kira em relação às suas personalidades ao comparar os dois personagens principais. Shinn é definido como um civil, cujo personagem já poderia passar por um grande desenvolvimento em contraste com Kira, que foi forçado a se tornar um soldado na prequel Mobile Suit Gundam SEED. Em comparação com Kira, Shinn foi afirmado ser um personagem mais difícil de prever seu papel na série de TV. Tal como acontece com Kira em Gundam SEED, Fukuda mencionou que o personagem de Shinn também mudaria durante a série. Kenichi Suzumura foi especialmente contratado para trabalhar como ator de voz japonês de Shinn, com Fukuda afirmando que ele não era um personagem difícil de fazer. Fukuda também antecipou o trabalho de Suzumura como ator de voz de Shinn de forma otimista. Antes da estreia da série, o membro da equipe, Kabashima Yousuke, deu dicas sobre o personagem de Shinn, dizendo que o protagonista de Gundam SEED Destiny seria um personagem não visto na prequel, e ele teria uma aparência fina.

## Aparições

### Em Mobile Suit Gundam SEED
Shinn não apareceu na versão original da série, porém vivenciou os acontecimentos de perto. Na versão HD remaster de Gundam SEED, lançada em 2013, novas cenas foram adicionadas mostrando Shinn na série. Ele é visto primeiro fugindo junto com sua família da batalha que estava ocorrendo em Orb no Episódio 36 "Fogo decisivo" (38 no original). Ele também é mostrado no Episódio 39 "Mundo Abalado" (41 no original) onde ele é visto registrando-se para ZAFT, junto de Rey Za Burrel, Lunamaria Hawke e Meyrin Hawke, e ouvindo um anúncio de Patrick Zala.

### Em Mobile Suit Gundam SEED Destiny
Shinn é introduzido na série como membro da organização militar ZAFT da colônia PLANT, trabalhando como piloto do mobile suit ZGMF-X56S Impulse (ZGMF-X56S インパルス) sob o comando de Talia Gladys, capitã do navio de guerra Minerva. Enquanto Shinn é frequentemente visto como uma pessoa amigável, ele tem um enorme ódio contra os governantes do país Orb, onde ele morava ao lado de seus pais e sua irmã mais nova. A família de Shinn foi morta em um fogo cruzado entre mobile suits da Aliança da Terra e da Orb durante a Bloody Valentine war. Quando Athrun Zala se torna o comandante de Shinn, ele fica inicialmente irritado por sua nomeação, mas eventualmente vem à respeitá-lo. No início de uma nova guerra entre a ZAFT e a Aliança da Terra, Shinn salva uma menina chamada Stella Loussier do afogamento. Os dois se tornam amigos, sem perceber que eles realmente estavam lutando entre eles na guerra. Shinn descobre que ela é soldada da Terra apenas depois que ele derrota seu mobile suit em uma batalha. Por causa de Stella ser uma Extended, uma pessoa ingerida com drogas desde uma idade jovem para lutar no mesmo nível dos Coordinators, a equipe da Minerva não pode fazer nada para evitar que sua saúde se deteriore. Shinn leva a Stella quase morrendo para Neo Roanoke, sabendo que ele é o único que pode salvá-la. No entanto, Shinn mais uma vez luta contra Stella, que está atacando Berlim em um enorme mobile suit transformável. Stella ficou furiosa por seu medo de morrer e seu mobile suit foi destruído por Kira Yamato, um piloto do navio Archangel que está tentando parar a guerra. Stella morre nos braços de Shinn devido aos ferimentos recebidos da destruição de seu suit.
Irritado com a morte de Stella, Shinn começa a treinar com seu amigo Rey Za Burrel para derrotar Kira em uma próxima batalha. Após a sua vitória, o presidente da PLANT, Gilbert Durandal, dá-lhe o mobile suit ZGMF-X42S Destiny (ZGMF-X42S デスティニー) para pilotar como recompensa por suas ações.. Quando Athrun é considerado um traidor pela ZAFT, Shinn segue as ordens superiores para matá-lo quando ele escapa com um mobile suit ao lado da amiga de Shinn, Meyrin Hawke. Embora chocado com suas ações, Shinn é confortado pela irmã mais velha de Meyrin, Lunamaria Hawke, que ela começa a se aproximar, pois sente que Shinn não é culpado da aparente morte de sua irmã. Nas próximas batalhas contra a Aliança da Terra, Shinn descobre que tanto Kira quanto Athrun estão vivos, e o último se junta ao primeiro e o questiona sobre seus motivos para lutar. Rey convence Shinn a continuar seguindo a vontade de Durandal e ele derrota a maioria das forças da Aliança da Terra. Quando a Minerva é confrontada com o Archangel novamente, Shinn é derrotado por Athrun em batalha com todas as outras forças de Minerva também sendo derrotadas.

### Em outras mídias
Shinn também apareceu no OVA Mobile Suit Gundam SEED Destiny Final Plus, que refaz os eventos do último episódio da série. Após a derrota de ZAFT, Shinn conhece pessoalmente Kira Yamato e ambos decidem unir forças para um futuro pacífico. Ele também estrela na série de filmes Mobile Suit Gundam SEED Destiny: Special Edition que compila os eventos da série de televisão Gundam SEED Destiny. Ele permanece na ZAFT após o final da guerra, ao lado de Kira e Lunamaria. Ele também foi destaque nas duas adaptações da série em mangá, Mobile Suit Gundam SEED Destiny e Mobile Suit Gundam SEED Destiny: The Edge. Mobile Suit Gundam SEED Destiny: The Edge Desire trata tanto da história de fundo de Shinn quanto das conseqüências após os eventos da Segunda Bloody Valentine War. Shinn também aparece no mangá Mobile Suit Gundam SEED Destiny Astray quando a ZAFT apresenta o Impulse pela primeira vez. Ele tem uma pequena aparição, ao lado de Lunamaria, no mangá Mobile Suit Gundam SEED Astray Princess of the Sky quando o Réquiem é destruído. Há também um CD de personagem baseado no personagem de Shinn com faixas realizadas por seu ator de voz japonês, Kenichi Suzumura.
Shinn é um piloto no jogo Mobile Suit Gundam Seed Destiny: Rengou vs. Z.A.F.T. e sua sequência Mobile Suit Gundam Seed Destiny: Rengou vs. Z.A.F.T. II com seus dois mobiles suits. Ele também é apresentado nos jogos de crossover de Gundam Dynasty Warriors: Gundam 2 e Dynasty Warriors: Gundam 3 com Destiny sendo um mobile suit jogável. Shinn é jogável em Mobile Suit Gundam: Gundam vs. Gundam e Gundam vs. Gundam Next, com o Impulse e Destiny, porém o último não foi adicionado até a versão PlayStation Portable do primeiro jogo. Ele é desbloqueável no terceiro jogo, Mobile Suit Gundam: Extreme Vs.. Shinn também aparece em vários jogos da série Super Robot Wars, como Super Robot Wars Z, Super Robot Wars K e Super Robot Wars V. Shinn também é jogável com o mobile suit Destiny em Another Century's Episode: R.

## Recepção

### Popularidade
O personagem de Shinn tornou-se popular entre os fãs, aparecendo várias vezes nas pesquisas do Anime Grand Prix de popularidade para personagens masculinos favoritos. Ele apareceu pela primeira vez em sexto lugar em 2004, caindo para o sétimo lugar em 2005, e décimo segundo lugar em 2006.
Em uma pesquisa da revista Newtype, Shinn foi eleito como o décimo sétimo personagem de anime masculino mais popular dos anos 2000. Em uma pesquisa oficial de Gundam, feita pela Sunrise, Shinn foi eleito como o terceiro personagem com os laços familiares mais fortes. Em outra pesquisa do mesmo site sobre quem era o herói mais infantil na franquia Gundam, Shinn estava no topo. Em outra pesquisa em que os fãs foram questionados sobre quem era o personagem mais memorável de Gundam SEED Destiny, Shinn ficou em segundo lugar.

### Crítica
Publicações para manga, anime e outros meios de comunicação comentaram sobre o personagem de Shinn, dando-lhe principalmente críticos mistas. Sua introdução à série foi notada pela falta de impacto, segundo Paul Fargo da Anime News Network, devido ao seu pequeno tempo de tela nos primeiros episódios. Além disso, sua hostilidade mostrada para outros personagens populares de Gundam SEED levou Fargo a encontrá-lo mais como uma pessoa "antagônica e desagradável" para os espectadores. Uma resposta semelhante foi feita por Luis Cruz da Mania Entertainment, que afirmou que a estreia de Shinn foi ofuscada pelo papel de Athrun Zala nos primeiros episódios. No entanto, Cruz queria saber se personagem seria desenvolvido para aprender suas motivações para lutar. Don Houston, da DVDTalk's, disse que seu ódio por Orb, por causa da morte de sua família, é algo incomum, pois ele não culpou "os atacantes como a maioria das pessoas sãs fariam". Sua personalidade também foi encontrada como recordativa da de Kira Yamato por Ross Liversidge da UK Anime Network, que também esperava que esses dois personagens se envolvessem em batalhas nos seguintes episódios. Maria Lin, da Animefringe, declarou que a idade relativa mais nova de Shinn dos "personagens de Gundam SEED" era para enfatizar a frustração ao início de outro grande conflito.
O relacionamento de Shinn e Stella foi louvado por Cruz pela amizade que eles fizeram, principalmente porque ambos não estavam convencidos de serem inimigos. No entanto, embora nas seguintes análises de Gundam SEED Destiny, Liversidge gostou de como o relacionamento de Shinn e Stella Loussier acabou terminando de forma trágica devido às suas batalhas, ele achou o papel de Kira na série mais agradável. Além disso, no final da série, ele se perguntou se Shinn faria uma ação apreciada pelos espectadores, mas acabou por favorecer a cena em que Athrun incomodado o derrota com um "chute muito merecido", ao mesmo tempo em que a atitude de Shinn foi provocada. O papel de Shinn no OVA Final Plus, que reconstruiu o último episódio, foi notado como tendo tornado sua derrota mais satisfatória para os espectadores, além de dar uma última chance para os espectadores gostarem dele.